# Stara Kapela (Dubrava)
Stara Kapela is een plaats in de gemeente Dubrava in de Kroatische provincie Zagreb. De plaats telt 242 inwoners (2001).